# Dichlorophen
Dichlorophen ist eine chemische Verbindung aus der Gruppe der Phenolderivate (genauer Diphenylmethanderivat) und Organochlorpestizide.

## Geschichte
Dichlorophen ist seit 1946 als Fungizid in Baumwollfabriken bekannt.

## Verwendung
Dichlorophen wird bzw. wurde als Biozid, Algizid und Bakterizid mit breitem Wirkungsspektrum verwendet, wobei 5–10 ppm aktiven Dichlorophens für eine vollständige Kontrolle des Mikrobenwachstum ausreichen. Typische Anwendungsbereiche waren z. B. in Formulierungen für Kühlwassersysteme, Schleimbekämpfungsmittel in der Papierherstellung, Konservierungsmittel in Farbstoffen, Klebstoffen, Polymeren und Latex-Produkten, Textilien und von wasserhaltigen Produkten. Seit 2009 darf Dichlorophen für die Biozid-Produktarten 2, 3, 4, 6 und 13, seit 2011 auch nicht für 7, 9, 10, 11 und 12 verwendet werden.
Es wird als Arzneistoff in Anthelminthika und in Form von Pudern, Salben oder Sprays als Antimykotikum gegen Pilzerkrankungen und in Kosmetika als Konservierungsmittel eingesetzt. Für Tiere sind in Deutschland keine Präparate auf der Basis von Dichlorophen mehr zugelassen, die Anwendung bei Lebensmittel liefernden Tieren ist nicht erlaubt.

## Sicherheitshinweise
Dichlorophen ist ein Typ-IV-Kontaktallergen und wird als Testallergen (Epicutantest) verwendet.